# Seimen
Seimen este termenul care desemna în principatele românești Țara Românească și Moldova în secolele al XVII-lea și al XVIII-lea soldații mercenari pedeștri înarmați cu sânețe care păzeau Curtea domnească.
Erau în cea mai mare parte de origine sârbă și de altă natură balcanică. Termenul este de origine turcă : seğmen înseamnă „tânăr înarmat”. În transcripțiile moderne ale slavonei, poate apărea și ca simén (plural: siméni ) sau siimén ( siiméni ). Ei i-au înlocuit pe achingii.
Amenințați de privilegiile tot mai mari ale boierilor și amenințați că vor pierde cedările de pământ sau vor fi transformați în iobagi, seimenii munteni s-au răzvrătit în 1655, fiind zdrobiți după ce domnul Constantin Șerban a cerut ajutorul lui Gheorghe al II-lea Rákóczi, principe al Transilvaniei, precum și pe cel al Moldovei, Voievodul Gheorghe Ștefan. După ce au exercitat o conducere de teroare la București, au capturat și executat mai mulți boieri, aceștia au fost învinși decisiv de Rákóczi la 26 iunie 1655, într-o bătălie pe râul Teleajen.

## În alte țări
La origine, erau membri ai unui fel de infanterie de ieniceri din Imperiul Otoman.  Cuvântul se referea inițial la unitățile militare neregulate, în special cele fără puști, dar în cele din urmă a început să se refere la orice grup armat din afara armatei regulate.  Seimenii nu erau doar loiali statului otoman, dar aveau să devină loiali oricui i-ar plăti suficient.  Acești mercenari erau de origine rurală.
Aceste trupe au fost întreținute prin creșterea unui impozit numit sekban aqçesi.  Seimenii au fost într-atât de mulți recrutați încât au devenit cea mai numeroasă componentă a armatelor imperiale.  Folosirea acestor trupe a avut în cele din urmă consecințe grave: sfârșitul ostilităților, ca războiul împotriva Iranului din 1590  și războiul împotriva Austriei din 1606, a provocat șomaj enorm și lipsa mijloacelor de trai în rândul seimenilor. Din această cauză, mulți soldați au decis să se angajeze în banditism și rebeliune, deci din 1596 până în 1610 au jefuit o mare parte a Anatoliei. 
În Macedonia, seimenii lucrau și ca gardieni și paznici ai bogaților. Tot în schimbul banilor au protejat sate întregi precum și mănăstiri . 
La 28 iunie 1882, în Serbia, care era deja liberă la acea vreme, au fost înființați prin lege gărzi de securitate publică - jandarmerie. Progresiștii, care erau la putere, susțineau că acestea sunt necesare de dragul ordinii și păcii, și mai ales în scopul „urmăririi bandiților”. Pe de altă parte, opoziția, radicalii, condusă de unul dintre fondatorii lor, Pera Todorović, a spus că a fost fondată pentru a hărțui oponenții politici, în primul rând radicalii. Pera Todorović le-a dat imediat numele „Seimeni”. 